# Mary Johnston Rose
Mary Johnston Rose, eller enbart Mary Rose, född 1718, död 1783, var en fri färgad hotellägare på Jamaica. 
Hon föddes i St Catherine's Parish som dotter till Elizabeth Johnston (död 1753), som beskrivs som en "free negro" och troligen tillhörde de älskarinnor till vita män som frigavs av sin ägare med de barn de fått med honom. Mary Roses far var möjligen Francis Rose (1656-1720), eller William Rose (d. ca 1724). Hon fick uppenbarligen utbildning, något som var ovanligt även för vita kvinnor på Jamaica.
Mary Rose själv beskrivs som "free mulatto". Hon tillhörde den lilla men förmögna fria färgade klass, känd som "free persons of color", som hade växt fram på Jamaica som resultat av att vita män hade frigett sina slavälskarinnor och barn med dessa och gett dem egendom. På Jamaica, likt i övriga Västindien, var det vanligt för fria färgade kvinnor att leva som älskarinnor till vita män, som sedan gav dem egendom att försörja sig på. Hon var 1734-1754 housekeeper till plantageägaren och lokalpolitikern Rose Fuller (1708-1777), Chief Justice of Jamaica, kusin till William Rose som möjligen var Mary Roses far. Titeln "housekeeper" användes på Jamaica - där fria hushållerskor var ovanliga - som en eufemism för mätress. 
Hon blev mor till Thomas Wynter (troligen son till den vita Dr William Wynter), och William Fuller (troligen son till Dr Rose Fuller). Hennes son William Fuller utbildades i Storbritannien, troligen genom sin fars försorg. Hon var syster till Ann Rose, som också hade en son, Robert Kelly, med en vit man. Rose Fuller återvände till Storbritannien 1754, och gav Mary Rose en årlig livränta.  
Mary Rose bodde i den dåvarande huvudstaden Spanish Town. Hon ägde fastigheter i staden och hyrde ut rum till rika vita personer som besökte staden för att närvara vid lagförsamlingen eller bara delta i societetslivet: 1759 anmärkte en besökare att hon drev det finaste hotellet på Jamaica. Genom sin kontakt med Rose Fuller betraktades hon som hans representant på ön, höll kontakt med guvernören och mottog supplikanter till Fuller. Hon tillhörde de mer förmögna personerna i kolonin, och köpte en slav var till sina systerbarn. 
1745 ansökte Mary Rose om status som vit för sig och sina söner, och 1746 godkände det brittiska parlamentet en Act of the Jamaican Assembly som godkände dem denna rättighet:
“At the Court of St. James 17.12.1746.  Present the King’s Most Excellent Majesty in Council.  Whereas the Governor and Commander-in-Chief of His Majesty’s Island of Jamaica with the Council and Assembly of the said Island did in 1745 pass an Act which hath been transmitted in the words following viz An Act to Intitle Mary Johnston Rose of the Parish of St. Catherines in the said Island, a free mulatto woman and her sons Thomas Wynter and William Fuller begotten by white fathers to the same rights and privileges with English subjects born of white parents.  The Act was confirmed, finally enacted and ratified accordingly.” 
Denna akt var inte unik för den lilla samhällskategori hon tillhörde, men denna klass var liten och tillhörde i stor fria färgade älskarinnor till vita män: hon hade troligen själv hjälp av fäderna till sina söner, som båda satt i Jamaican Assembly. Sådana åtgärder förbjöds 1761 av Jamaican Assembly, som oroades av deras växande antal. 
Hennes ställning var vanlig inom den klass hon tillhörde, men dokumentationen om denna samhällsklass är knapphändig, och hon är en av få från denna klass under hennes tid om vilken det finns mer dokumentation. Hennes korrespondens med hennes förra vita partner Rose Fuller, som dateras till 1756-1760, finns bevarad. 